# Toro Rosso STR6
Der Toro Rosso STR6 ist der sechste Formel-1-Rennwagen von Toro Rosso. Der von Giorgio Ascanelli konstruierte Wagen hat an allen 19 Rennen der Formel-1-Saison 2011 teilgenommen und wurde vom Schweizer Sébastien Buemi sowie dem Spanier Jaime Alguersuari gesteuert. Luca Marmorini und Gilles Simon von Ferrari entwickelten den V8-Motor Typ 056 mit KERS.

## Lackierung und Sponsoring
Der Toro Rosso STR6 ist in dunkelblauer Grundfarbe lackiert. Bedingt durch das Logo von Red Bull besitzt der STR6 rote Farbakzente. Weitere Sponsoren auf dem Fahrzeug sind Cepsa, Falcon Private Bank, NOVA Chemicals und Siemens.

## Ergebnisse
| Fahrer               | Nr.                  | 1  | 2  | 3   | 4  | 5  | 6   | 7  | 8  | 9   | 10 | 11 | 12  | 13 | 14  | 15  | 16 | 17  | 18  | 19 | Punkte | Rang |
| -------------------- | -------------------- | -- | -- | --- | -- | -- | --- | -- | -- | --- | -- | -- | --- | -- | --- | --- | -- | --- | --- | -- | ------ | ---- |
| Formel-1-Saison 2011 | Formel-1-Saison 2011 |    |    |     |    |    |     |    |    |     |    |    |     |    |     |     |    |     |     |    | 41     | 8.   |
| S. Buemi             | 18                   | 8  | 13 | 14  | 9  | 14 | 10  | 10 | 13 | DNF | 15 | 8  | DNF | 10 | 12  | DNF | 9  | DNF | DNF | 12 | 41     | 8.   |
| J. Alguersuari       | 19                   | 11 | 14 | DNF | 16 | 16 | DNF | 8  | 8  | 10  | 12 | 10 | DNF | 7  | 21* | 15  | 7  | 8   | 15  | 11 | 41     | 8.   |

| Legende  | Legende            | Legende                                                          |
| Farbe    | Abkürzung          | Bedeutung                                                        |
| -------- | ------------------ | ---------------------------------------------------------------- |
| Gold     | –                  | Sieg                                                             |
| Silber   | –                  | 2. Platz                                                         |
| Bronze   | –                  | 3. Platz                                                         |
| Grün     | –                  | Platzierung in den Punkten                                       |
| Blau     | –                  | Klassifiziert außerhalb der Punkteränge                          |
| Violett  | DNF                | Rennen nicht beendet (did not finish)                            |
| Violett  | NC                 | nicht klassifiziert (not classified)                             |
| Rot      | DNQ                | nicht qualifiziert (did not qualify)                             |
| Rot      | DNPQ               | in Vorqualifikation gescheitert (did not pre-qualify)            |
| Schwarz  | DSQ                | disqualifiziert (disqualified)                                   |
| Weiß     | DNS                | nicht am Start (did not start)                                   |
| Weiß     | WD                 | zurückgezogen (withdrawn)                                        |
| Hellblau | PO                 | nur am Training teilgenommen (practiced only)                    |
| Hellblau | TD                 | Freitags-Testfahrer (test driver)                                |
| ohne     | DNP                | nicht am Training teilgenommen (did not practice)                |
| ohne     | INJ                | verletzt oder krank (injured)                                    |
| ohne     | EX                 | ausgeschlossen (excluded)                                        |
| ohne     | DNA                | nicht erschienen (did not arrive)                                |
| ohne     | C                  | Rennen abgesagt (cancelled)                                      |
| ohne     | keine WM-Teilnahme |                                                                  |
| sonstige | P/fett             | Pole-Position                                                    |
| sonstige | 1/2/3/4/5/6/7/8    | Punktplatzierung im Sprint-/Qualifikationsrennen                 |
| sonstige | SR/kursiv          | Schnellste Rennrunde                                             |
| sonstige | *                  | nicht im Ziel, aufgrund der zurückgelegten Distanz aber gewertet |
| sonstige | ()                 | Streichresultate                                                 |
| sonstige | unterstrichen      | Führender in der Gesamtwertung                                   |